# 瓶詰妖精
『瓶詰妖精』（びんづめようせい、Bottle fairy）は、『マジキュー』（エンターブレイン刊）で連載されていた読者参加企画。キャラクターデザイン・作画担当は篤見唯子。
2002年の『マジキュー・プレミアム』第3号から連載開始、2005年5月発売の『マジキュー』Vol.15で連載終了。2003年10月にUHFアニメ化され、『動画大陸』内で放送された。

## 概要
タイトルの由来は、妖精たちが人間の世界へやって来る時にボトルメールを真似て瓶の中に入って来た、という設定から来ている。連載当初はくるる・さらら・ちりりの3人だけだったが、後にほろろ・れれの2人が追加されている。
ストーリーは、立派な人間さんになるべく、妖精たちが人間の制度・風習などを勉強したり疑似体験したりとがんばるお話。『マジキュー』誌上では、妖精たちの行動を読者が投稿することによって、妖精の“成長度”に反映するようになっている。
連載終了後、本作品の妖精たちは同じ作者による『本気求道』（まじきゅうどう）に登場している。

## 登場人物
くるる
声 - 水樹奈々
プリンが大好きな、元気いっぱいで好奇心旺盛な妖精さん。瞳の色は青。
ちりり
声 - 名塚佳織
辛いモノが大好きな、礼儀正しい性格の妖精さん。頭の保護をとても大事にしている。瞳の色は黄色。
さらら
声 - 堀江由衣
イモヨーカンが大好きな、武士道を重んじる妖精さん。瞳の色は赤。
ほろろ
声 - 野中藍
たまごドーフが大好きな、何を考えているか分からない妖精さん。瞳の色は緑。
れれ
声 - 広橋涼
しっかりものの妖精さん。ぴっちりした四角いものが好き。ふにゃふにゃしているけどシュークリームも好き。瞳の色は紫。アニメには登場しない。
たまちゃん
声 - 桃井はるこ
元々は原作者の篤見がデザインした『マジキュー』のマスコットキャラクターだが、アニメでは隣に住むスーパーお助け小学1年生として登場。妖精さんたちから人間について相談され、その度に色々なことを教える。しかし会話がすれ違って的外れなことになったり、時に知ったかぶって妙なことを吹き込んだりする。
何故かオタク関係に詳しく、美少女ゲームをプレイして「萌えー」と言うなど、演じる桃井の人物像が色濃く反映されている。身長123cm。
せんせいさん
声 - 谷山紀章
妖精さんたちが居候している家に住む大学生。本名不明。
おねえさんせんせいさん
せんせいさんの双子の姉。妖精さん達の変な顔の写真撮影が趣味。怒ると恐いらしい。アニメ・CDドラマには登場しない。
オボロちゃん
せんせいさんが当てた景品のフィギュアで、翼の生えた猫のような姿。その生い立ちに感銘を受けた妖精さんたちの魔法で動くようになる。さららの尊敬する人物（？）の一人。
くさちほ
声 - 水樹奈々・名塚佳織・堀江由衣・野中藍
アニメ第12話で4人の妖精さんが合体して念願の「にんげんさん」になった姿。4人の人格が同居している。表に出て言動の主導権を握る人格は任意に切り替えが可能で、瞳の色と声色は出ている人格に準じたものに変化する。4人まとめて出ることも可能で、その時は黒い瞳になる。
作中に名前は登場しないが、イメージアルバム『four seasons』に「くさちほのテーマ」という曲が収録されている。

### ゲーム版にのみ登場する人物
あれれ
はてな

## テレビアニメ
2003年10月 - 12月、『動画大陸』枠の前半で放送（2004年1月 - 2月に同枠で再放送）。名古屋テレビ、テレビ新広島、ほかUHF局で放送された。
全13話だが、第13話は再放送時には放送されなかった。DVDは季節ごとの全4巻と全巻まとめたDVD-BOXが同時発売され、こちらも第13話はBOX版にのみ収録された。

### スタッフ
- 原作（本編のキャラクターデザイン） - 篤見唯子
- 監督 - 岩崎良明
- シリーズ構成 - 白根秀樹
- 文芸監修 - 黒田洋介
- キャラクターデザイン - 柳沢まさひで
- プロップデザイン - 戸部隆一
- 美術監督 - 小山俊久
- 色彩設計 - 関本美津子
- 撮影監督 - 広瀬勝利
- 編集 - 伊藤潤一
- 音響監督 - 菊田浩巳
- 音楽 - イズミカワソラ、山崎燿
- プロデューサー - 森山敦、下地志直、大澤信博
- アニメーションプロデューサー - 平松巨規
- アニメーション制作 - XEBEC
- 製作 - 「瓶詰妖精」製作委員会

### 主題歌
オープニングテーマ
「教えてせんせいさん」
作詞 - 黒田洋介 / 作曲 - イズミカワソラ / 編曲 - 山崎燿 / 歌 - Bottle fairy
エンディングテーマ
「春唄〜くるる〜」（第1話 - 第3話）
作詞 - 黒田洋介 / 作曲 - 高橋ひろ / 編曲 - 山崎燿 / 歌 - くるる（水樹奈々）
「夏唄〜ちりり〜」（第4話 - 第6話）
作詞 - 黒田洋介 / 作曲 - 高橋ひろ / 編曲 - 山崎燿 / 歌 - ちりり（名塚佳織）
「秋唄〜さらら〜」（第7話 - 第9話）
作詞 - 黒田洋介 / 作曲 - 高橋ひろ / 編曲 - 山崎燿 / 歌 - さらら（堀江由衣）
「冬唄〜ほろろ〜」（第10話 - 第12話）
作詞 - 黒田洋介 / 作曲 - 高橋ひろ / 編曲 - 山崎燿 / 歌 - ほろろ（野中藍）
「四季唄〜瓶詰妖精〜」（第13話）
作詞 - 黒田洋介 / 作曲 - 高橋ひろ / 編曲 - 山崎燿 / 歌 - Bottle fairy

### 各話リスト
| 話数 | サブタイトル          | 脚本     | 絵コンテ | 演出     | 作画監督     | 放送日         |
| ---- | --------------------- | -------- | -------- | -------- | ------------ | -------------- |
| 1    | 4月 〜April〜         | 白根秀樹 | 岩崎良明 | 岩崎良明 | 柳沢まさひで | 2003年 10月4日 |
| 2    | 5月 〜May〜           | 木村暢   | 岩崎良明 | 鈴木吉男 | 鈴木幸江     | 10月11日       |
| 3    | 6月 〜June〜          | 上江洲誠 | 岩崎良明 | 林有紀   | 小森篤       | 10月18日       |
| 4    | 7月 〜July〜          | 白根秀樹 | 林有紀   | 林有紀   | 緒方厚       | 10月25日       |
| 5    | 8月 〜August〜        | 河合貴史 | 岩崎良明 | 鈴木吉男 | 柳沢まさひで | 11月1日        |
| 6    | 9月 〜September〜     | 木村暢   | 大槻敦史 | 大槻敦史 | 川平はじめ   | 11月8日        |
| 7    | 10月 〜October〜      | 上江洲誠 | 榎本明広 | 榎本明広 | 鈴木幸江     | 11月15日       |
| 8    | 11月 〜November〜     | 河合貴史 | 岩崎良明 | 鈴木吉男 | 石川健朝     | 11月22日       |
| 9    | 12月 〜December〜     | 白根秀樹 | 榎本明広 | 榎本明広 | 植田実       | 11月29日       |
| 10   | 1月 〜January〜       | 木村暢   | 榎本明広 | 榎本明広 | 鈴木幸江     | 12月6日        |
| 11   | 2月 〜February〜      | 上江洲誠 | 林有紀   | 林有紀   | 小森篤       | 12月13日       |
| 12   | 3月 〜March〜         | 木村暢   | 岩崎良明 | 鈴木吉男 | 山岡信一     | 12月20日       |
| 13   | それから 〜And Then〜 | 白根秀樹 | 岩崎良明 | 岩崎良明 | 柳沢まさひで | 12月27日       |

### 放送局
| 放送地域   | 放送局       | 放送区分       | 放送期間          | 放送日時     |
| ---------- | ------------ | -------------- | ----------------- | ------------ |
| 中京広域圏 | メ〜テレ     | テレビ朝日系列 | 2003年10月 - 12月 | 土曜 2:22 -  |
| 広島県     | テレビ新広島 | フジテレビ系列 | 2003年10月 - 12月 | 土曜 1:40 -  |
| 神奈川県   | TVK          | 独立UHF局      | 2003年10月 - 12月 | 土曜 23:45 - |
| 埼玉県     | テレビ埼玉   | 独立UHF局      | 2003年10月 - 12月 | 月曜 0:50 -  |
| 京都府     | KBS京都      | 独立UHF局      | 2003年10月 - 12月 | 火曜 1:25 -  |

## ゲーム
瓶詰妖精〜はる・なつ・あき・ふゆ せんせいさんと一緒〜
2005年9月9日にキングレコードから発売された育成シミュレーションゲーム。キングレコードはこの作品を最後にゲームソフトの販売から事実上撤退した。
プレイヤーはせんせいさんを操作し、くるる・さらら・ちりりの3人の妖精を、時には街へ連れ出したりしながら様々なことを教え、立派なにんげんさんになれるように育てるという内容（※ほろろは主人公の友達のもとで育てられる。れれは登場しない）。
開発に2年近くかかって発売が大幅に延期された。動作要求スペックは、発売された2005年当時としても3Dゲーム並みの動作要求スペックと非常に高い。非常に難易度が高いゲームとしても知られている。

## 関連商品

### 書籍
瓶詰妖精ファンブック Tokumi Yuiko Illustrations
- エンターブレイン（日本語版、2007年1月5日初版発行、A4判/144ページ、ISBN 4-7577-3099-3）
- 台湾角川（中国語版、2007年11月10日初版第1刷発行、A4判/144ページ、ISBN 978-986-174-510-7）

『マジキュー』での連載『瓶詰妖精』と『本気求道』からのイラスト選集。イラストとストーリーを中心に構成されている。ただし『マジキュー』に掲載された全イラスト・漫画が載っているわけではない。特に『マジキュー・プレミアム』掲載の読者参加企画時代からの載録は少ない。また、『瓶詰妖精』の漫画はかなりの数が収録されているものの、『本気求道』の漫画は全く収録されていない。

## その他
『マジキュー』での瓶詰妖精連載終了後も、篤見唯子の手によって商業出版物に度々「妖精さん」が描かれている。
- アクエリアンエイジ：トレーディングカードゲーム、アクエリアンエイジの1枚として「ボトルフェアリー」と冠した妖精の新キャラクターがある。（Saga３逆襲の巨蟹宮カードホルダー封入特典:2005年6月発売）
- Frontier（開拓動漫畫情報誌）：台湾のアニメ雑誌Frontier、2008年3月号では妖精の新キャラクター2人が表紙イラストになっている。

## Bottle fairy
Bottle fairy（ボトル・フェアリー）は、テレビアニメ『瓶詰妖精』の出演声優4人による声優ユニット。同アニメのオープニング・エンディングテーマなどを歌っている。

### メンバー
| 声優     | キャラクター |
| -------- | ------------ |
| 水樹奈々 | くるる       |
| 名塚佳織 | ちりり       |
| 堀江由衣 | さらら       |
| 野中藍   | ほろろ       |

### ディスコグラフィ
|     | 発売日         | タイトル                                       | 規格品番 | 収録内容 |
| --- | -------------- | ---------------------------------------------- | -------- | --- |
| 1st | 2003年12月28日 | 瓶詰妖精 イメージアルバム『four seasons』      | KICA-617 | 1. オープニングテーマ「教えてせんせいさん」/Bottle fairy 2. BGM「春爛漫」 3. 「観覧車」/くるる（水樹奈々） 4. BGM「くるるのテーマ」 5. BGM「春日和」 6. エンディングテーマ「春唄〜くるる〜」/くるる（水樹奈々） 7. BGM「夏真っ盛り」 8. 「白い花」/ちりり（名塚佳織） 9. BGM「ちりりのテーマ」 10. BGM「ひと夏の思い出」 11. エンディングテーマ「夏唄〜ちりり〜」/ちりり（名塚佳織） 12. BGM「スポーツの秋」 13. 「ビー玉の月」/さらら（堀江由衣） 14. BGM「さららのテーマ」 15. BGM「秋の夜長」 16. エンディングテーマ「秋唄〜さらら〜」/さらら（堀江由衣） 17. BGM「冬ごもり」 18. 「夕焼け列車」/ほろろ（野中藍） 19. BGM「ほろろのテーマ」 20. BGM「迎春」 21. エンディングテーマ「冬唄〜ほろろ〜」/ほろろ（野中藍） 22. BGM「妖精魔法」 23. BGM「くさちほのテーマ」 24. エンディングテーマ「四季唄〜瓶詰妖精〜」/Bottle fairy |
| 2nd | 2004年7月22日  | 瓶詰妖精 イメージアルバム2『あさ・ひる・よる』 | KICA-648 | 1. オープニングテーマ「教えてせんせいさん」/Bottle fairy 2. ショートドラマ第1話「あさごはん」 3. ショートドラマ第2話「ひるごはん」 4. 「Let'go!!」/れれ（広橋涼） 5. ショートドラマ第3話「おやつ」 6. 「さららの男のみち」/さらら（堀江由衣） 7. ショートドラマ第4話「ゆうごはん」 8. 「教えてせんせいさん〜なつ」/Bottle fairy 9. キャストメッセージ |

### ユニットメンバー
1. 1 2  水樹奈々、名塚佳織、堀江由衣、野中藍